# Giuliano Amaral
Giuliano Dias Amaral (Monte Carmelo, 9 de setembro, 1980) é um ex-futebolista brasileiro que atuava como meio-campista.

## Carreira
Na sua trajetória futebolística, conta com passagens pelo Ituano, Grémio Barueri, Ponte Preta, Guarani, Atlético Sorocaba, Campinense, Vila Nova, Naval, Novo Hamburgo, Uberaba, Unitri, Toledo.

## Títulos
Ituano
- Campeonato Brasileiro de Futebol de 2003 - Série C

Grêmio Barueri
- Campeonato Paulista - Série A2 : 2006